# Jovinus
Jovinus var en gallisk-romersk adelsmand og senator, der i 411 blev udråbt til kejser over det Vestromerske rige. Han blev kun anerkendt i sit lokalområde, og han var helt afhægig af støtte fra burgundere og alaner. Jovinus blev fanget og henrettet i 413.

## Baggrund
Det ellers så fredelige romerske Gallien havde været præget af kaotiske tilstande siden 31. december 406, da alanske, vandalske og svebiske stammer forcerede Rhinen og indledte omfattende plyndringer. Den romerske felthær i Gallien var blevet udtyndet så meget, at den ikke kunne stille noget op mod angriberne, og romerne måtte nøjes med at forsøge at forsvare de største, befæstede byer. Der kom hjælp fra hæren i Britannien (England) i 407, under ledelse af generalen Konstantin. Tropperne i Britannien havde imidlertid udråbt Konstantin til kejser, og selv om han fik presset de invaderende stammer længere mod syd, måtte man forvente en reaktion fra den retmæssige kejser, Honorius. Den kom i 411, hvor Konstantin blev belejret i Arles. Han overgav sig og trods et løfte om frit lejde til at besøge kejser Honorius, blev han myrdet i september 411.
Konstantins tropper i det øvrige Gallien var blevet samlet i en undsætningsstyrke, der imidlertid også blev besejret, og det betød, at der opstod et magtmæssigt tomrum, som andre var hurtige til at udnytte. En stor guppe af de invaderende alaner var blevet i det mellemste Gallien, og de gik i alliance med burgunderne, som overskred Rhinen og bosatte sig i området omkring byerne Borbetomagus (Worms) og Noviomagus (Speyer).

## Jovinus som kejser
Kildematerialet tyder på, at adelsmanden Jovinus i juli/august 411 - altså mens der stadig blev kæmpet omkring Arles - blev udråbt til kejser. Kåringen skete i Mundiacum (Mainz), og som sponsorer nævnes en gruppe romersk-galliske adelsmænd med Konstantins prætorianerpræfekt Decimus Rusticus i spidsen. Det militære rygstød blev leveret af burgunderne under kong Gundahar og alanerne under kong Goar.
Et af de første resultater af hans udnævnelse var, at han officielt anerkendte burgundernes ret (som foederati) til det område, de havde bosat sig i, og deres første kongerige dateres derfor til år 411. Jovinus fik også præget mønter med sit eget portræt, og han gik i gang med at skabe en dynastisk struktur for sin kejserfamilie, blandt andet ved at gøre broderen Sebastianus til medkejser i 412.
Allerede i foråret 412 begyndte det at gå skævt. Visigoterne - under ledelse af Ataulf - kom til Sydfrankrig, og indledte forhandlinger med Jovinus om et samarbejde. Jovinus havde imidlertid også knyttet kontakt til visigoteren Sarus, hvis slægt i flere år havde været på kant med Alariks og Ataulfs slægt. Det endte med, at Ataulfs soldater dræbte Sarus, og det blev endnu værre, da Jovinus udnævnte Sebastianus til medkejser, uden at orientere Ataulf. Scharf mener, at Ataulf havde set Jovinus som en paradefigur, han kunne bestemme over, og kejserens selvrådighed betød, at Ataulf i stedet lyttede til de tilnærmelser, der kom fra kejser Honorius' hof. I 413 skiftede Ataulf side, og efter et kort felttog måtte Jovinus overgive sig. Både han og Sebastianus blev henrettet i Narbonne i juli 413, og deres afhuggede hoveder ankom til Ravenna 30. august 413.

## Eksterne links
- Wikimedia Commons har flere filer relateret til Jovinus